# Oudewater
Oudewater  è una municipalità dei Paesi Bassi di 10 144 abitanti situata nella provincia di Utrecht.